# Gefecht von Jumonville Glen
Das Gefecht von Jumonville Glen ereignete sich am Morgen des 28. Mai 1754 etwa 50 km südlich des heutigen Pittsburgh zwischen einem französischen Trupp und Milizen der britischen Kolonie Virginia und deren indianischen Hilfstruppen. Die britischen Milizen wurden von dem jungen Offizier George Washington geführt, später erster Präsident der Vereinigten Staaten; Kommandeur der französischen Einheit war Joseph de Jumonville, nach dem der Ort der Schlacht benannt ist. Das Gefecht war Mitauslöser und zugleich die erste Kampfhandlung des Siebenjährigen Krieges in Nordamerika.

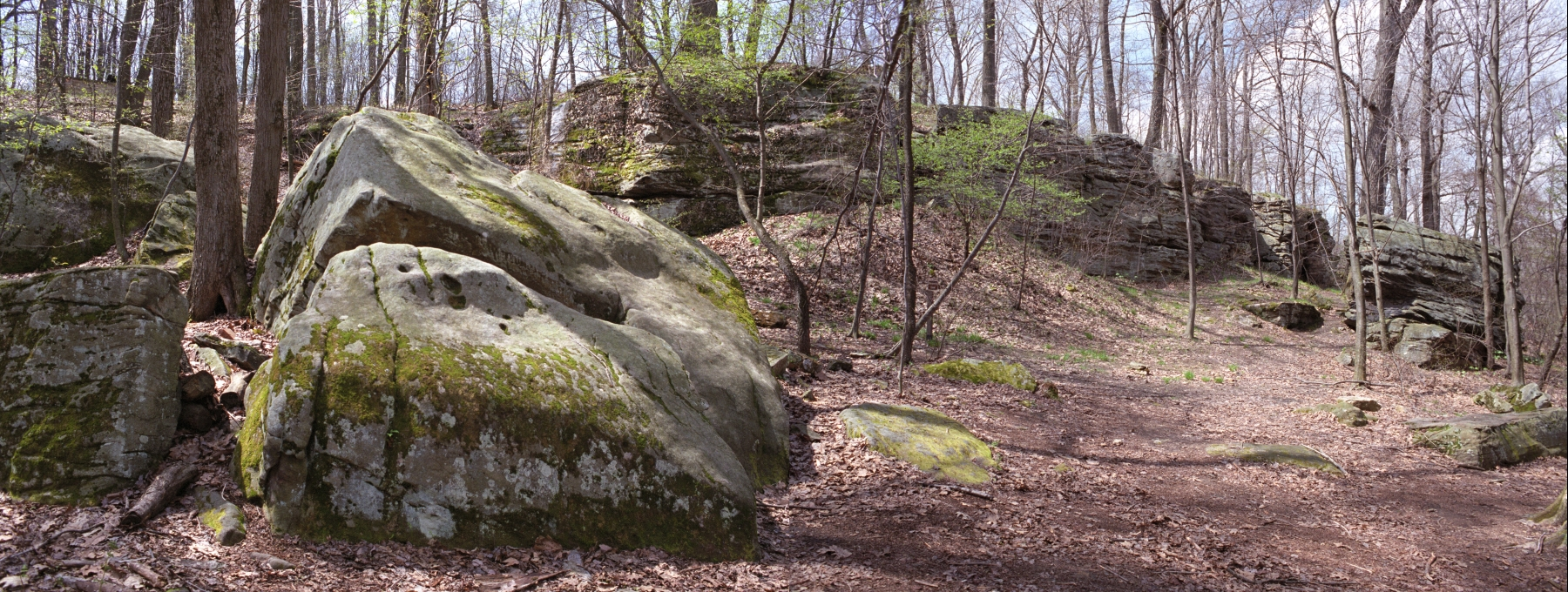
Jumonville Glen, der Ort der Schlacht heute

Ein rund 40 Mann starker Zug von Milizen der britischen Kolonie Virginia unter dem Kommando Washingtons, begleitet von vierzehn Indianern, überrumpelte in einem Waldgelände nahe der heutigen Stadt Uniontown (PA) einen 35 Mann starken französischen Trupp unter der Führung von Jumonville. Im oder nach dem Gefecht wurden Jumonville selbst sowie neun bis dreizehn weitere Franzosen getötet, die Überlebenden gefangen genommen; bei den Briten beliefen sich die Verluste auf nur einen Toten und wenige Verletzte. Dem Gefecht folgte eine Vergeltungsexpedition der Franzosen im Juni, die mit der Kapitulation des von Washington kommandierten Fort Necessity und dem vorübergehenden Rückzug aller britischen Truppen aus dem Tal des Ohio endete. Das Gefecht gilt gelegentlich auch als erste Schlacht des Konflikts, der sich mit der Umkehrung der Allianzen 1756 zum Siebenjährigen Krieg auswuchs. In diesem Zusammenhang wird oft ein Ausspruch Horace Walpoles kolportiert: „Diese Salve, abgefeuert von einem jungen Virginier im hintersten Winkel Amerikas, setzte die Welt in Brand“.
Über den Hergang des Gefechts existieren nur wenige und widersprüchliche Berichte. Insbesondere die Rolle Washingtons in den Geschehnissen wurde in den folgenden Jahren von der französischen Kriegspropaganda aufgegriffen und ist bis heute Gegenstand einer wissenschaftlichen Kontroverse. Nach der französischen Darstellung war Jumonville in friedlicher Absicht als Emissär zu Washington unterwegs; dieser habe dessen ungeachtet und ohne Vorwarnung das Feuer auf die Franzosen eröffnen lassen und Jumonville mithin kaltblütig ermordet. Nach der britischen Version, die sich auf Washingtons Rapport stützt und später von amerikanischen Historikern wie Francis Parkman und Lawrence Henry Gipson fortgeschrieben wurde, war Jumonville ein Spion, der einen Angriff auf die Briten vorbereitete, und somit ein Kombattant. Die heutige Forschung geht aufgrund jüngerer Archivfunde hingegen davon aus, dass Jumonville nicht im Gefecht selbst starb, sondern nach seiner Kapitulation von dem mit den Briten verbündeten Irokesen Tanaghrisson erschlagen wurde, während Washington tatenlos zusah oder zusehen musste.

## Vorgeschichte
Um das Jahr 1750 verschärfte sich der Konflikt zwischen Großbritannien und Frankreich um die Herrschaft über das obere Ohiotal (Ohio Country). Die britischen Kolonien Pennsylvania und Virginia erhoben auf dieses Gebiet ebenso Anspruch wie Frankreich, für das gerade der Ohio als schiffbare Verbindung zwischen den französischen Siedlungen in Kanada und jenen am Mittel- und Unterlauf des Mississippi von höchster strategischer Bedeutung war. Zu dieser Zeit hatten sich indes noch keine europäischen Siedler in dem Gebiet niedergelassen; die einzigen Bewohner des Tals waren Indianer, namentlich Shawnee und Delawaren sowie Mingo, die ihrerseits Jahrzehnte zuvor von der Irokesenliga im Norden des heutigen Bundesstaats New York unterworfen worden waren. Die Irokesen übten ihre Herrschaft über die Stämme des Ohiotals über irokesische Dorfvorsteher, sogenannte „Halbkönige“ (half-kings) aus, deren Autorität jedoch seit den 1730er Jahren zunehmend in Frage gestellt wurde. In dem sich zuspitzenden Streit der europäischen Großmächte zeichnete sich bald ab, dass auch dieser innerindianische Konflikt eskalieren würde und die Shawnee und Delawaren versuchen würden, sich aus der irokesischen Herrschaft zu lösen. Vor allem für die Ondondaga war klar, dass etwa die Mingo kein Ratsfeuer besaßen und damit auch keinen designierten Sprecher, der in der Sprache der Zeit als king bezeichnet wurde. Daher behalfen sich die Amerikaner mit der Bezeichnung half-kings. Als der örtliche Halbkönig Geschenke der Siedler annahm, etablierte sich damit ein Ratsfeuer, also ein anerkannter Versammlungsort, bei Logstown (Ambridge, Pennsylvania, auch Chiningué). Hier wurde Tanaghrisson ab 1748 Halbkönig.
Ab 1749 wagten sich immer mehr englische Händler und Landspekulanten der Ohio Company in das Ohiotal und begannen bald mit dem Bau von Handelswegen und Lagerhäusern. Im Frühjahr 1752 vereinbarte einer der umtriebigsten der englischen Händler im Tal, George Croghan, im Auftrag der Ohio Company mit Tanaghrisson in Logstown den Bau eines befestigten Lagerhauses auf der strategisch wichtigen Landzunge am Zusammenfluss des Monongahela und des Allegheny (den Forks of the Ohio). Tanaghrisson, von Geburt möglicherweise ein Catawba, in jedem Falle ein Angehöriger der Seneca, die zu den Irokesen gehörten, gab mit diesem Schritt effektiv die seit Jahrzehnten währende Neutralitätspolitik der Irokesenliga auf und machte sich zum Verbündeten der Engländer, mit deren Hilfe er seine zuletzt labiler werdende Machtposition über die Shawnee und Delawaren wieder zu festigen hoffte. Zudem war er zum Herrn eines Ratsfeuers geworden, das zumindest von Croghan anerkannt wurde. Erst dies berechtigte ihn, Land abzutreten.

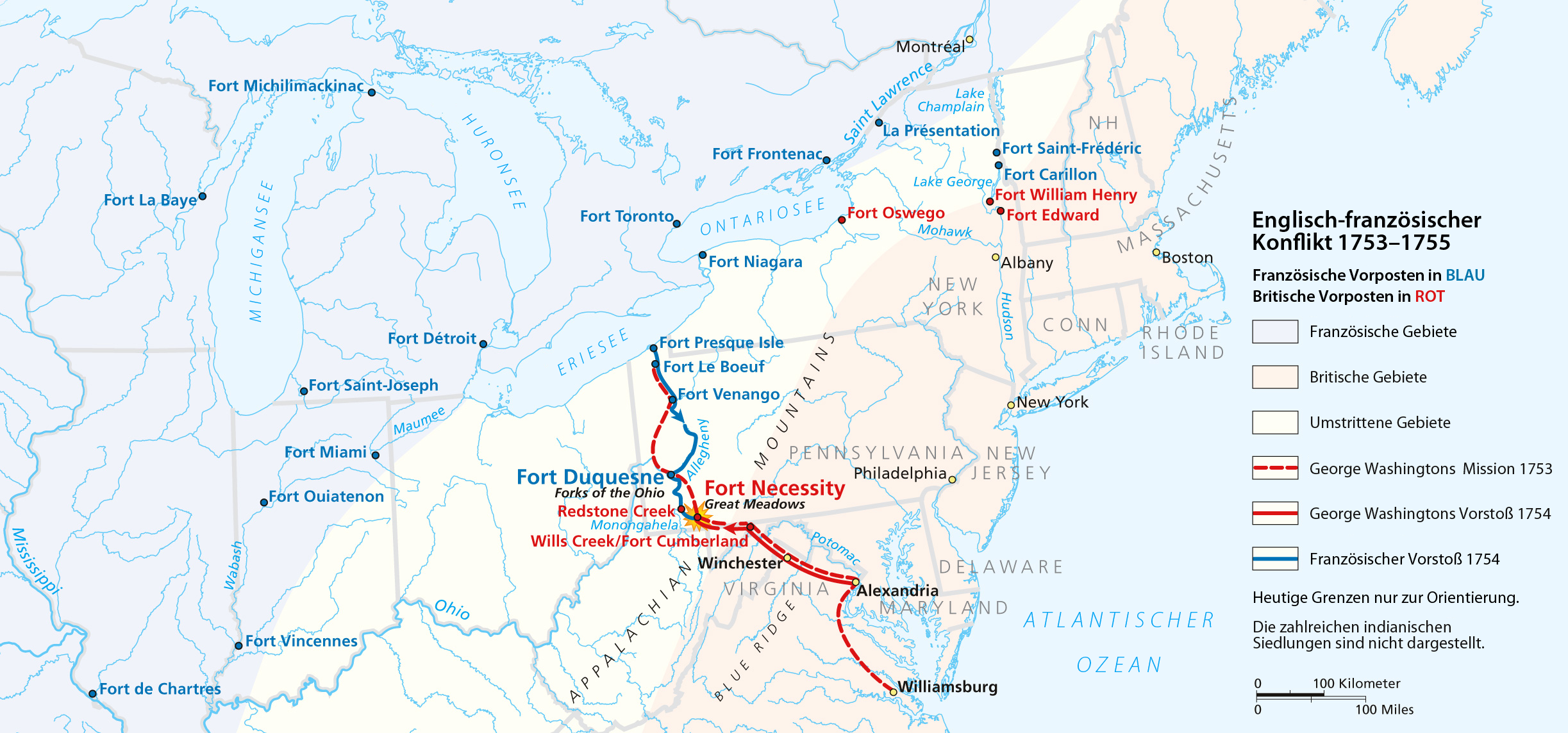
Französische (blau) und britische (rot) Vorstöße ins Ohiotal, 1753–1754

Frankreich reagierte auf die englischen Vorstöße ab 1753 mit dem Bau einer Kette von Forts entlang der nördlichen Zuflüsse des Ohio. Die Delawaren und Shawnee protestierten dagegen ebenso wie Tanaghrisson, dessen Forderung nach Abzug am 3. September vom französischen Kommandanten Paul Marin de La Malgue abgelehnt wurde. Gleichzeitig gingen Delegationen der Irokesen, Delawaren, Shawnee, Huronen und Miami nach Winchester und Carlisle, Pennsylvania, und forderten Hilfe gegen die Franzosen. Sie betonten, dass sie nicht für die Irokesen, sondern für die Indianer im Ohiogebiet eintraten. Tanaghrisson forderte die englischen Händler auf, das Gebiet zu verlassen.
Robert Dinwiddie, der Gouverneur Virginias, verfasste eine förmliche Aufforderung an die französischen Kommandanten, unverzüglich das von den Briten beanspruchte Territorium zu verlassen. Zum Überbringer dieser Botschaft bestimmte er den einundzwanzigjährigen George Washington, einen Major der virginischen Miliz. Washington, unter anderem begleitet von Tanaghrisson, erreichte das französische Fort LeBœuf am 11. Dezember 1753. Der französische Kommandant wies Washingtons und Tanaghrissons Anliegen jedoch ab und ließ sie wissen, dass er nicht die Absicht habe, das Ohiotal zu räumen. Einen Monat später erreichte Washington mit dieser ernüchternden Nachricht Williamsburg, die Hauptstadt Virginias. Dinwiddie entschloss sich daraufhin zu einer militärischen Antwort und ordnete an, das Lagerhaus der Ohio Company an den Forks of the Ohio zu einem Fort der virginischen Miliz auszubauen. Da Dinwiddie selbst Anteile an der Ohio Company hielt, lag dieses Vorgehen auch in seinem persönlichen finanziellen Interesse.
Tanaghrisson kehrte am 15. Januar 1754 nach Logstown zurück, wobei er von einer französischen Einheit unter Leitung von Michel Maray de La Chauvignerie eskortiert wurde. De La Chauvignerie versuchte vergebens, Tanaghrissons Freundschaft zu erringen. Die Einheit errichtete ein kleines, vorläufiges Fort.
Zur ersten Konfrontation zwischen französischen und britischen Verbänden kam es im März 1754. Die virginischen Milizen hatten noch kaum begonnen, das Fort an den Forks of the Ohio zu errichten, da mussten sie beim Anrücken einer französischen Übermacht schon kampflos kapitulieren und nach Virginia zurückkehren. Die Franzosen errichteten an dieser Stelle das Fort Duquesne, neben Fort Detroit und Fort Niagara die mächtigste Festungsanlage im amerikanischen Binnenland. Für Tanaghrisson, der die Virginier beim Bau des Forts unterstützt hatte, bedeutete diese Machtdemonstration der Franzosen den endgültigen Verlust seiner Autorität; er selbst musste sein Dorf mit einigen wenigen Getreuen (zumeist wohl Mingo) verlassen und kampierte mit ihnen in den umliegenden Wäldern.
Dinwiddie hatte unterdessen Washington zum lieutenant colonel (Oberstleutnant) befördert und die Aushebung eines 200 Mann starken Regiments befohlen, das den Franzosen im Westen entgegentreten sollte. Tatsächlich gelang es jedoch nur, 160 Mann zu rekrutieren, die – wie Washington selbst – zudem kaum oder keine militärische Erfahrung hatten. Die angeforderte Verstärkung durch Milizen aus den anderen britischen Kolonien in Nordamerika blieb aus, ebenso die erhoffte Verstärkung durch verbündete Indianerstämme wie der Cherokee und der Catawba. Trotz dieser ungünstigen Bedingungen führte Washington im Mai 1754 sein schlecht ausgerüstetes Regiment von Wills Creek in Maryland westwärts ins Ohiotal. Zunächst wollte er seine Truppen zu einem befestigten Lagerhaus der Ohio Company am Red Stone Creek führen, einem Zufluss des Monongahela, ließ jedoch schließlich nach halber Strecke am 24. Mai ein Lager auf einer Great Meadows genannten Flusswiese aufschlagen, die er für einen vielversprechenden Standort zur Errichtung eines Forts hielt.

## Verlauf

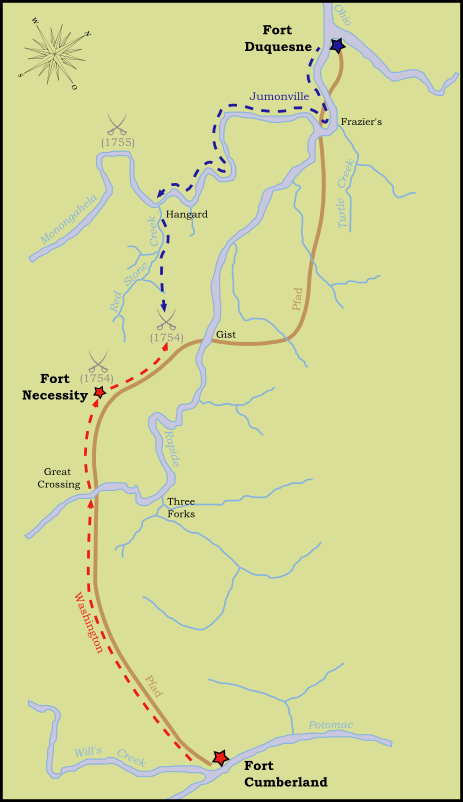
Die Marschrouten Washingtons und Jumonvilles im Mai 1754

Der alles andere als geräuschlose Vormarsch der Briten, die sich mit Äxten und Sägen einen Weg durch den dichten Wald bahnten, blieb den indianischen Spähern der Franzosen nicht lange verborgen, auch wenn diese deren Truppenstärke überschätzten und dem Kommandanten des Fort Duquesne, Claude-Pierre Pécaudy, seigneur de Contrecœur, berichteten, dass das britische Heer mehrere hundert Mann stark sei. Contrecœur entschloss sich, Washington eine diplomatische Note mit der Aufforderung zu überbringen, die Ländereien des Königs von Frankreich unverzüglich zu verlassen. Zum Überbringer der Note ernannte er Joseph Coulon de Jumonville, Spross einer traditionsreichen frankokanadischen Militärfamilie; als Eskorte stellte er ihm 34 Mann zur Verfügung. Am Morgen des 27. Mai, als Washingtons Regiment gerade erst mit dem Palisadenbau auf den Great Meadows begonnen hatte, ritt Christopher Gist, einer der wenigen englischen Händler in der Region, mit der Nachricht ins Lager, dass sich ein französischer Verband auf die Briten zubewege. Washington beorderte daraufhin 75 seiner 160 Mann nach Westen zum Monongahela, um die Franzosen abzufangen. In der folgenden Nacht berichteten ihm jedoch indianische Späher Tanaghrissons, dass die Franzosen nicht im Westen, sondern sieben Meilen nördlich der Great Meadows ihr Lager aufgeschlagen hatten. Washington, der also die Hälfte seiner Truppen in die falsche Richtung geschickt hatte, entschloss sich, umgehend die Initiative zu ergreifen. Mit 47 Mann marschierte er durch den stockfinsteren Wald zunächst zum Lager Tanaghrissons, der sich mit seinen dreizehn Kriegern dem britischen Vorstoß anschloss, und schließlich auf das französische Lager zu.
Über den Verlauf des darauf folgenden Gefechts gibt es nur wenige kurze und widersprüchliche zeitgenössische Berichte, die bis heute Gegenstand einer wissenschaftlichen Kontroverse sind.

### Die französische Version
Contrecœur erfuhr von den folgenden Ereignissen wenige Tage nach dem Gefecht von einem Soldaten namens Monceau, dem einzigen Franzosen, dem nach den ersten Schüssen die Flucht in den Wald gelungen war; sein – den Umständen geschuldet – unvollständiger Bericht wurde einige Tage später von dem eines britischen Deserteurs ergänzt, der seinem Namen nach zu schließen aber wohl ein katholischer Irokese war. Aufgrund ihrer Berichte musste Contrecœur zum Schluss kommen, dass es die Briten waren, die das Feuer eröffnet und Jumonville und die anderen französischen Opfer getötet hatten. So schilderte er den Hergang am 2. Juni 1754 in einem Brief an Duquesne, den Gouverneur Neufrankreichs:

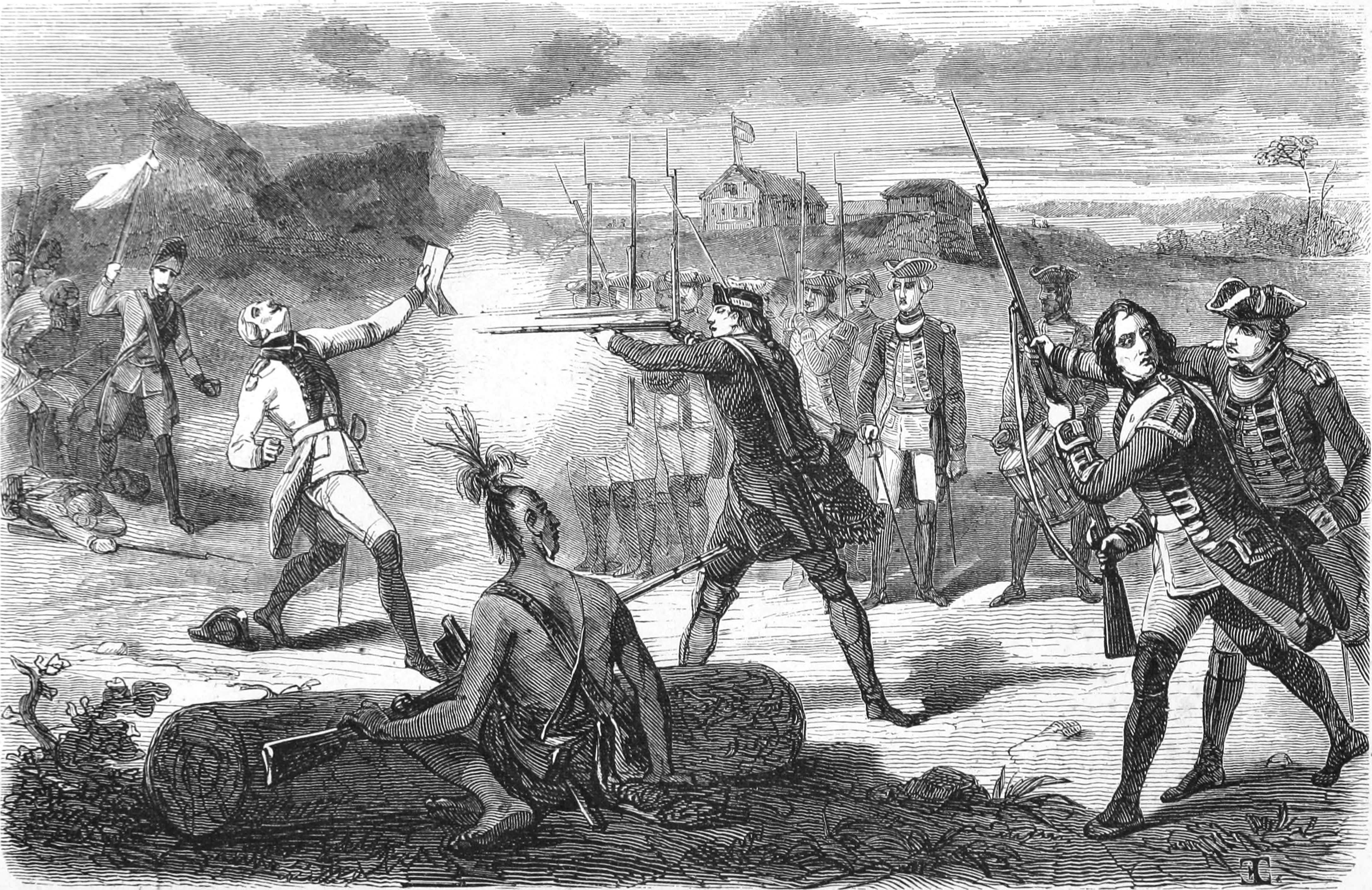
„Die Ermordung Jumonvilles“ – In dieser Darstellung der Ereignisse aus Alexandre Dumas’ La Régence de Louis Quinze (1855) erschießen die Briten unter Washington den unbewaffneten Emissär Jumonville, der gerade seine Note verlesen möchte; die Indianer erscheinen nur als Beobachter.

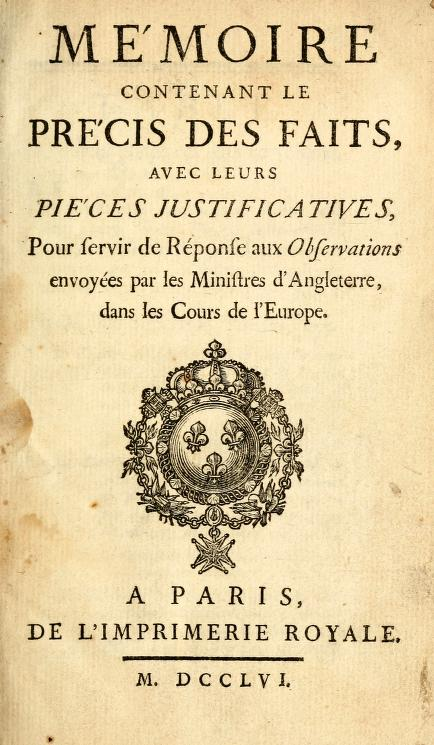
Titelblatt der Mémoire contenant le précis des faits... Königliche Druckerei, Paris 1756

„Ich erwartete Mr. de Jumonville innert vier Tagen zurück, doch die Indianer haben mich davon in Kenntnis gesetzt, dass sein Trupp geschlagen und gefangen genommen wurde. Es gab acht [Opfer], eines davon Mr. de Jumonville. Einem Kanadier namens Monceau ist die Flucht gelungen. Er erzählte, dass sie [die Franzosen] sich Unterschläge in einer kleinen Senke gebaut hatten, wo sie Obdach suchten, weil es stark regnete. Ungefähr um sieben Uhr am Morgen des nächsten Tages sahen sie sich umzingelt von den Engländern auf der einen, den Indianern auf der anderen Seite. Die Engländer feuerten zwei Salven ab, doch die Indianer schossen nicht. Mr. de Jumonville forderte sie [die Engländer] über seinen Übersetzer auf, einzuhalten, da er ihnen etwas mitzuteilen habe. Darauf stellten sie das Feuer ein. Mr. de Jumonville gab daraufhin die Anweisung, ihm seine Order zu reichen, auf dass er sie verlesen könne […] der erwähnte Monceau sah, wie all unsere Franzosen, umgeben von den Engländern und den Indianern, sich dicht um Mr. de Jumonville scharten […] Das ist alles, Sire, was ich von genanntem Monceau in Erfahrung bringen konnte. Es ist ein Unglück, dass unsere Männer überrascht wurden. Die Engländer hatten sie umzingelt, und kamen unentdeckt […] Die Indianer, die dabei waren, als alles geschah, sagen, dass Mr. de Jumonville von einem Schuss aus der Muskete getötet wurde, als er gerade seine Note verlas; und dass die Engländer danach alle unsere Männer getötet hätten, wenn nicht die Indianer dazwischengegangen wären und sie von diesem Vorhaben abgebracht hätten.“

Contrecœur entsandte daraufhin eine 500 Mann starke Vergeltungsexpedition unter dem Kommando von Louis Coulon de Villiers, dem Bruder Jumonvilles. Washington zog sich mit seinem Regiment derweil wieder zu den Great Meadows zurück, wo er das begonnene hölzerne Fort in aller Hast fertigstellen ließ. Er taufte es auf den sinnfälligen Namen Fort Necessity („Fort Notwendigkeit“). Coulon de Villiers Heer erreichte es am 3. Juli 1754. Nach einem heftigen Gefecht mussten die Briten vor der französischen Übermacht kapitulieren. Mit der Kapitulationsurkunde musste Washington auch einen Passus unterschreiben, demzufolge der Tod Jumonvilles eine assassination, also ein Mord, gewesen sei. Später monierte er, dass er von den Übersetzern über die Bedeutung dieses Wortes getäuscht worden sei, ihm sei versichert worden, dass es anders als im Englischen keineswegs „Mord“, sondern schlicht „Tötung“ bedeute. Bei der Kapitulation fiel auch Washingtons Tagebuch in die Hände der Franzosen, die sich durch seine lapidare Schilderung des Gefechts offenbar in ihrer Einschätzung bestärkt sahen, dass die Briten ohne Vorwarnung das Feuer eröffnet hätten und Washington so die Konventionen der ehrbaren Kriegsführung sträflich verletzt habe, zumal Jumonville in friedlicher Absicht gekommen war. Als der offene Krieg zwischen Großbritannien und Frankreich im Sommer 1756 auch in Europa ausbrach, wurden die Kapitulationsurkunde und Washingtons Tagebuch neben anderen Dokumenten als Teil einer Propagandaschrift der königlichen Druckerei zu Paris (Mémoire contenant le précis des faits …) gedruckt. 1757 und 1759 erschienen in London auch englische Übersetzungen dieser Schrift (hinter denen mancher Brite profranzösische Subversion witterte). Viele der darin enthaltenen „Enthüllungen“ über britische Machenschaften wurden schon von Zeitgenossen als Fälschung bezeichnet. Das Original von Washingtons Tagebuch ist bis heute verschollen, sodass viele spätere britische und amerikanische Historiker lange darauf beharrten, dass sein Abdruck im Mémoire fingiert worden sei; allerdings fand sich im 20. Jahrhundert in den Québecer Archiven eine weitere Abschrift unter den Papieren Contrecœurs, die nur in wenigen Details von der Druckfassung abweicht, sodass das Ausmaß der französischen Manipulationen am Originalwortlaut wohl eher gering war.
Ziel der französischen Propaganda war es, Großbritannien in der heimischen und europäischen Öffentlichkeit als Aggressor zu brandmarken, gegen den das friedliebende Frankreich mit seinem Feldzug gegen die virginischen Milizen quasi in Notwehr habe handeln müssen. Zumindest in der Zeit von 1754 bis 1756, als der Kriegszustand zwischen Frankreich und Großbritannien noch nicht offiziell erklärt war und sich die Kampfhandlungen auf Schauplätze in Übersee beschränkten, hoffte Versailles mit dieser Begründung für seinen Feldzug im Ohiotal noch, die Wogen zu glätten und einen offenen Krieg in Europa zu vermeiden. Die Propaganda zeitigte ihre erhoffte Wirkung und rief in ganz Kanada und auch in der französischen Öffentlichkeit, die sich sonst kaum für die Belange ihrer nordamerikanischen Kolonien interessierte, patriotische Empörung über den „Mord“ an Jumonville hervor. In zahlreichen Liedern, Pamphleten und Gedichten wurde Jumonville zum patriotischen Märtyrer verklärt, die Briten im Allgemeinen als unmenschliche Barbaren und Washington im Besonderen als niederträchtiger Mörder verfemt. Hervorzuheben ist dabei das epische Gedicht Jumonville (1759) von Antoine Léonard Thomas, das dem Dichter zu erster Popularität verhalf und seine literarische wie politische Karriere immens förderte. Selbst Voltaire ließ sich von der Meldung umstimmen: „Ich war Engländer,“ schrieb er am 12. Juli 1757, „bin es aber nicht mehr, seit sie unsere Offiziere in Amerika ermordet haben.“
Die französische Version der Geschehnisse prägte nicht nur die französische, sondern auch und insbesondere die frankokanadische Geschichtsschreibung, in der der Siebenjährige Krieg bis heute ein emotional wie politisch aufgeladenes Thema darstellt. Im 19. und 20. Jahrhundert wurde sie in zahlreichen Geschichtswerken kolportiert und um weitere Details ausgeschmückt. So findet sich etwa in Bernard Faÿs George Washington, Republican Aristocrat (1931) die Behauptung, die Briten hätten ohne Vorwarnung das Feuer auf die noch schlafenden Franzosen eröffnet und Jumonville mit einer Gewehrsalve mitten ins Gesicht getötet, als er gerade begann, seine Order vorzulesen. Jumonville sei lediglich der Überbringer einer diplomatischen Note gewesen, der das gleiche Recht auf Immunität hatte wie Washington auf seiner Mission zu den französischen Forts im Jahr zuvor; als militärische Aktion ließe sich der britische Angriff schon deshalb nicht rechtfertigen, weil er in einer Zeit des Friedens geschah. Hätte Washington Jumonville in Europa getötet, so Faÿ, wäre er entehrt und von seinen Vorgesetzten bestraft worden. Zwei Jahre darauf wiederholte der frankokanadische Jesuit Georges Robitaille in einer Monografie zu dem Zwischenfall (Washington and Jumonville, 1933) diese Vorwürfe und verglich Washington mit einem „gemeinen Kriminellen“. Ähnliche Darstellungen finden sich auch in kanadischen Schulbüchern und bis heute im Dictionary of Canadian Biography.

### Die britische Version
Die britische Version der Geschehnisse stützt sich vor allem auf die Aussagen Washingtons selbst. Sein Tagebuch, wie es 1756 in Paris veröffentlicht wurde, stellt den Hergang der Schlacht lapidar in wenigen Sätzen so dar:

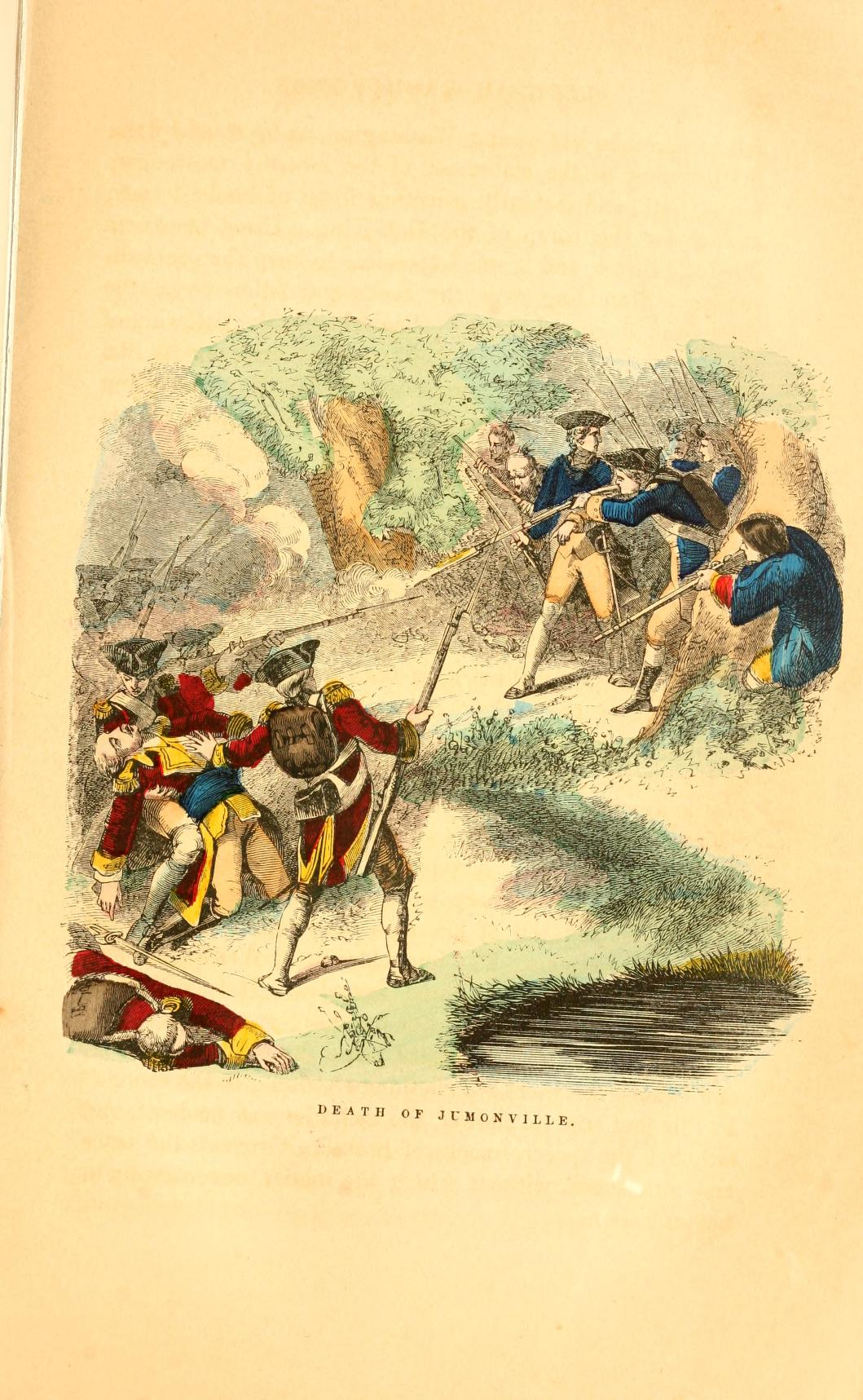
„Der Tod Jumonvilles“ – diese Illustration aus einem amerikanischen Schulbuch (The Illustrated Life of George Washington, 1859) zeigt ein ebenso lebhaftes wie nach den Regeln der Kriegsführung geordnetes Gefecht.

„Etwa um acht Uhr abends erreichte mich die Nachricht des Halbkönigs, er sei auf dem Weg zu uns gewesen, als er die Fährte von zwei Männern entdeckt habe, die er bis zu einer versteckten kleinen Senke verfolgt habe; er ist der Überzeugung, dass der gesamte französische Trupp sich dort versteckt hält. Ich schickte sofort 40 Männer los, um unsere Munitionsvorräte in Sicherheit zu bringen, da ich fürchtete, dass es die Absicht der Franzosen war, unser Lager anzugreifen. Mit dem Rest meiner Männer zog ich bei starkem Regen und bei stockfinsterer Nacht aus, auf einem Pfad, der kaum breit genug für einen Mann war. Manchmal verloren wir den Pfad, und es dauerte oft fünfzehn oder zwanzig Minuten, bevor wir ihn wiederfanden. Es war so finster, dass wir oft selbst gegeneinander stießen. Die ganze Nacht marschierten wir, bis wir zum Lager der Indianer kamen, wo ich mich mit dem Halbkönig beratschlagte; wir beschlossen, sie [die Franzosen] gemeinsam anzugreifen. Alsdann schickten wir zwei Mann aus, um herauszufinden, wo sie sich aufhielten, und in welcher Aufstellung, und wie sich das Gelände darstelle. Wir waren ziemlich nah an sie herangekommen, als sie uns entdeckten, woraufhin ich meiner Kompanie zu feuern befahl. Meine Einheit wurde von den Männern Mr. Wagers unterstützt, und es war seine Einheit, die über die meiste Zeit des Gefechts das Feuer der Franzosen auf sich zog. Es dauerte kaum eine Viertelstunde, bis der Feind gestellt war. Wir töteten [im Gefecht] Mr. de Jumonville, den Kommandeur des Trupps, und noch neun andere; wir verwundeten einen, und nahmen einundzwanzig Gefangene, darunter M. la Force, M. Drouillon, und zwei Kadetten. Die Indianer skalpierten die Toten und nahmen ihnen die meisten Waffen ab …“

Spätere Aussagen Washingtons, so in einem Brief an Dinwiddie, decken sich mit geringen Abweichungen mit diesem Bericht. Ein weiteres Mal schilderte er die Schlacht in einem Brief an seinen Bruder John Augustine Washington, der im August des Jahres auch im London Magazine gedruckt wurde. Hier gab Washington die Zahl der getöteten Franzosen mit zwölf an, die eigenen Verluste mit einem Mann.
Washington rechnete also offenbar mit einem Angriff der Franzosen, was einen Präventivangriff nach den Konventionen der Kriegsführung durchaus gerechtfertigt erscheinen ließ; Dinwiddie hatte ihn in seiner Order ausdrücklich zur Anwendung von Waffengewalt ermächtigt, sollten die Franzosen seinen Anweisungen gewaltsamen Widerstand entgegensetzen. Diese Version wurde auch von der britischen Kriegspropaganda verfochten, die die „Enthüllungen“ des Mémoire der königlich französischen Druckerei als Fälschung zu entlarven bemüht war, so etwa in dem 1759 in London erschienenen Pamphlet The Mystery Reveal’d, vorgeblich verfasst von einem anonymen „Patrioten“. Die Mehrzahl der britischen und amerikanischen Historiker folgt bis heute der Annahme, dass es nicht Jumonvilles Auftrag oder Absicht war, Washington zu einer Unterredung zu laden, sondern vielmehr, Stärke und Standort der Briten auszukundschaften, um einen geplanten Angriff Contrecœurs vorzubereiten. Beispielhaft ist hierfür die Schilderung Francis Parkmans, dessen siebenbändige Geschichte des britisch-französischen Konflikts in Nordamerika (France and England in North America, 1865–1892) lange das Standardwerk zum Thema war. Zwei Tage lang habe Jumonville, so Parkman, „die Rolle des lauernden Feindes mit Perfektion gespielt“ und so mit einem „Verhalten, das nur durch finstere Motive oder außerordentliche Torheit zu erklären ist“, seinen eigenen Untergang herbeigeführt. Parkman folgend schrieb auch Lawrence Henry Gipson in seiner mehrbändigen Geschichte des Krieges noch 1946, Jumonville sei im Gefecht getötet worden.
Nach dem Beginn des Zweiten Weltkriegs und dem neuerlichen militärischen Bundesschluss zwischen Frankreich und den USA schlugen indes auch französische und kanadische Historiker versöhnlichere Töne an. So versuchte Gilbert F. Leduc 1943 in einer Monographie der Société Historique Franco-Américaine Washington gegen die Vorwürfe Robitailles zu exkulpieren, ebenso zehn Jahre darauf der frankokanadische Historiker Marcel Trudel. So zählt Leduc Ungereimtheiten in Contrecœurs Brief an Duquesne auf, auf dem alle französischen Darstellungen aufbauen. So habe Contrecœurs Informant Monceau, der geflüchtete Franzose, nur Zeuge des Gefechtsbeginns werden können, jedoch nicht des Todes Jumonvilles. Auch stelle sich die Frage, wer die anderen in Contrecœurs Brief genannten Informanten, nämlich die „Indianer, die dabei waren, als alles geschah“ waren, da Jumonville auch ausweislich der französischen Quellen nicht von indianischen Hilfstruppen begleitet wurde. Informationen über den „Mord“ an Jumonville habe Contrecœur allenfalls aus zweiter oder dritter Hand von den Indianern des Ohiotals erhalten können, die selbst einiges Interesse daran gehabt haben könnten, ihre Berichte zu verfälschen, um den Konflikt zu beeinflussen und etwa eine französische Militäraktion gegen die Briten und den mit ihnen verbündeten Halbkönig Tanaghrisson zu provozieren. Zudem lasse es die unverhältnismäßige Größe von Jumonvilles Eskorte – 34 Mann – unwahrscheinlich erscheinen, dass er allein als Emissär in friedlicher Mission unterwegs war. Die diplomatische Note, die er bei sich trug, sei nur ein Vorwand gewesen, seine militärischen Absichten zu verschleiern. Trudel teilt die Ansicht, dass Jumonville auf einer „Doppelmission“ war, die diplomatische Note also nur ein Vorwand, die Stärke der Briten auszuspionieren. Er merkt an, dass Jumonville auch gemäß den französischen Quellen den Auftrag hatte, einen Läufer zum Fort Duquesne zu entsenden, sobald er die Stellung der Briten ausgemacht hatte. Die Anschuldigungen seiner französischen und frankokanadischen Historikerkollegen wie Faÿ kritisiert er als Historiografie pro domo.
Dass das Gefecht in der Geschichtsschreibung bis heute auf ein so großes Interesse stößt, ist nicht nur seiner Instrumentalisierung in der zeitgenössischen Kriegspropaganda, sondern vor allem dem Interesse an der Biografie Washingtons zu verdanken, der später als Kommandierender der Kontinentalarmee (1776–1783) und erster Präsident der Vereinigten Staaten (1789–1797) weltgeschichtliche Bedeutung erlangte. Washington galt und gilt im amerikanischen Geschichtsbewusstsein als nachgerade unangreifbarer Mann „ohne Fehl und Tadel“ (berühmt ist die von Parson Weems erdichtete Anekdote vom jungen Washington und dem Kirschbaum, der zufolge Washington nicht zu einer Lüge fähig war), was die Vehemenz der Versuche amerikanischer Historiker erklären mag, die französischen Vorwürfe zu entkräften. Als „Feuertaufe“ Washingtons ist das Gefecht auch für Militärhistoriker von Interesse, insbesondere da der desaströse Ausgang seiner Expedition ins Ohiotal in merklichem Widerspruch zum gängigen Bild Washingtons als fähigem Feldherrn steht.

### Historische Rekonstruktion – Rolle der Indianer
Die Forschung des späteren 20. Jahrhunderts hat einen Hergang des Gefechts rekonstruiert, der die „französische“ wie die „britische“ Version in einem entscheidenden Punkt korrigiert: Tatsächlich starben die französischen Opfer wohl nicht im Gefecht selbst, sondern wurden nach ihrer Kapitulation von den mit den Briten verbündeten Indianern getötet. Sie stützt sich dabei besonders auf die (1970 erstmals gedruckte) Aussage des Gefreiten John Shaw, eines Teilnehmers von Washingtons Expedition, der zwar nicht Augenzeuge war, aber von seinen Kameraden eine detaillierte Schilderung des Gefechts erfuhr, die er im August 1754 gegenüber dem Gouverneur South Carolinas an Eides statt wiedergab. Seine Version der Geschehnisse deckt sich in entscheidenden Punkten zudem mit einem Zeitungsbericht, der am 27. Juni 1754 in der Pennsylvania Gazette erschien.
Nach der unter Berücksichtigung aller bis heute ans Licht gekommenen Quellen erstellten Rekonstruktion des Historikers Fred Anderson traf Washington gegen 7 Uhr morgens unvermittelt auf das Lager der Franzosen, von denen manche noch schliefen, andere gerade ihr Frühstück zubereiteten. Die überraschten Franzosen griffen zu ihren Waffen; dabei löste sich wohl in der allgemeinen Unruhe der erste Schuss, woraufhin Washington seinen Truppen zu feuern befahl. Etwa ein Dutzend Franzosen wurden dabei verwundet, weitere versuchten zu fliehen, wurden aber von Tanaghrissons Kriegern, die das Lager umzingelt hatten, zurückgedrängt. Als die Briten das Feuer einstellten, ergaben sich die Franzosen, übergaben ihre Waffen und scharten sich um ihren Kommandanten Jumonville (der nach einem der Berichte in dem Gefecht verwundet worden war). Dieser begann, Washington seine Note zu verlesen. Kaum dass er zu sprechen begonnen hatte, trat jedoch Tanaghrisson auf ihn zu, schlug ihm mit mehreren Hieben mit dem Tomahawk den Schädel ein und „wusch“ daraufhin seine Hände mit dem Hirn des toten Franzosen. Tanaghrissons Krieger fielen darauf über die anderen Verletzten her und töteten und skalpierten alle dreizehn oder vierzehn, während Washington tatenlos zusah (oder zusehen musste); einen enthaupteten sie und spießten seinen Kopf weithin sichtbar auf einem Pfahl auf. Die 21 überlebenden Franzosen fielen in englische Gefangenschaft und wurden nach Virginia überführt.
Washingtons Ausführungen, dass seine Expedition (zählt man die verbündeten Indianer hinzu) zehn Franzosen tötete, sind in Anbetracht dieser Quelle zwar streng genommen nicht falsch, doch verschweigen sie, dass die französischen Opfer nicht im Gefecht starben, sondern dass er nach dem wohl recht harmlosen Scharmützel zusah oder zusehen musste, wie „seine“ Indianer die wehrlosen Franzosen massakrierten und er so seine moralischen Pflichten als Kommandeur aufs Sträflichste verletzte. Anderson untermauert Shaws Aussage noch mit den Mitteln der Statistik: Es sei höchst unwahrscheinlich, dass in einem Gefecht bei nur einem Verletzten zehn Franzosen getötet würden. Washingtons Beharren auf seiner Version ist wohl in dem Umstand zu suchen, dass sich der junge, ehrgeizige Washington um seine militärische Reputation sorgte: In seiner Version geht er als Sieger aus seinem ersten Gefecht als Kommandierender hervor und fügt dem Gegner schwere Verluste zu, während seine Kompanie selbst kaum Schaden nimmt. In diesem Zusammenhang ist auch die inständige Bitte Washingtons in seinen Briefen an Dinwiddie zu verstehen, Aussagen der französischen Gefangenen keinen Glauben zu schenken.
Die geschichtswissenschaftliche Rekonstruktion macht deutlich, dass die Gründe für den Verlauf des Gefechts und mithin für den Kriegsausbruch keineswegs nur im britisch-französischen Gegensatz zu suchen sind, den die Geschichtsschreibung bislang betonte; stattdessen erscheint der Irokese Tanaghrisson als entscheidender Akteur des Konflikts. Seine Motivation ist in seiner prekären Machtposition als „Halbkönig“ zu suchen, dem die Herrschaft über seine indianischen Untertanen (also die Shawnee und Delawaren) zu entgleiten drohte. Mit seinem Einverständnis zum Bau eines englischen Forts hatte er sich unwiderruflich auf die Seite der Engländer gestellt. An einer britisch-französischen Verständigung, wie sie sich möglicherweise aus einer Unterredung Washingtons mit Jumonville ergeben hätte, konnte ihm nicht gelegen sein. Plausibel ist, dass er mit dem Massaker an den Franzosen bewusst eine Eskalation des Konflikts herbeiführen wollte, um die Briten zu einem entschiedenen militärischen Eingreifen zu bewegen, das seine Machtposition (als Verbündeter der Briten) wieder gestärkt hätte. Umgekehrt hatten die Stämme des Ohiotals ein Interesse daran, Frankreich zu einem Eingreifen gegen die Briten und Irokesen zu bewegen.
In diesem Zusammenhang ist ein Detail aufschlussreich, das sich in der Schilderung Denis Kaninguens findet, des britisch-irokesischen Deserteurs, der sich nach dem Gefecht nach Fort Duquesne durchschlug und Contrecœur Bericht erstattete. Demnach habe Tanaghrisson, kurz bevor er Jumonville erschlug, die Worte „Du bist noch nicht tot, mein Vater“ gesprochen. Blieb den Europäern der Gehalt dieser Worte unklar, so verstand Kaninguen als Irokese die besondere Bedeutung dieser Worte: mit „Vater“ umschrieben die mit Frankreich verbündeten Indianer die Rolle Frankreichs, wie sie sie in Analogie zu ihrem Verwandtschaftssystem in politischer Hinsicht verstanden. Die Worte Tanaghrissons sind so in ihrer spezifischen Bedeutung in der rituellen Diplomatie der Indianer zu verstehen, sein Angriff auf Jumonville als symbolische „Tötung“ Frankreichs.
Tatsächlich führte seine Tat zur Eskalation auch des innerindianischen Konflikts; die Stämme des Ohiotals, als Untertanen Tanaghrissons nolens volens noch Verbündete der Briten, brachen nun offen mit der irokesischen Herrschaft und schlugen sich auf die Seite der Franzosen. So mussten die Briten nach ihrer Niederlage in der Schlacht von Fort Necessity feststellen, dass die Hilfstruppen der Franzosen nicht mehr nur aus den traditionell mit Frankreich verbündeten Stämmen (wie den Ottawa) bestanden, sondern, wie ein Augenzeuge schrieb, aus „unseren eigenen Indianern“ – Shawnee, Delawaren und Mingo.

### Sekundärliteratur
- Fred Anderson: Crucible of War: The Seven Years’ War and the Fate of Empire in British North America, 1754–1766. Knopf, New York 2000, ISBN 0-375-40642-5.
- David A. Bell: Jumonville’s Death: War Propaganda and National Identity in Eighteenth-Century France. In: Colin Jones, Dror Wahrman (Hrsg.): The Age of Cultural Revolutions: Britain and France, 1750–1820. University of California Press, Berkeley 2002, S. 33–61, ISBN 0-520-22967-3.
- Claude de Bonnault: Les Français de l’Ohio. Un drame dans la Prairie: l’affaire de Jumonville (1749–1754) (PDF; 2,1 MB). In: Revue d’histoire de l’Amérique française 1:4, 1948. S. 501–518.
- Gilbert F. Leduc: Washington and „The Murder of Jumonville“. La Société Historique Franco-Américaine, Boston 1943.
- Ian K. Steele: Hostage-taking 1754: Virginians vs Canadians (PDF; 219 kB). In: Journal of the Canadian Historical Association / Revue de la Société historique du Canada. 16:1, 2005. S. 49–73.
- Marcel Trudel: L’Affaire Jumonville (PDF; 4,4 MB). In: Revue d’histoire de l’Amérique française 6:3, 1952. S. 331–373.
- William A. Hunter: Tanaghrisson. In: Dictionary of Canadian Biography. 24 Bände, 1966–2018. University of Toronto Press, Toronto (englisch, französisch).